# Шяуляй (станція)
Шяуляй (лит. Šiaulių geležinkelio stotis) — залізнична станція Литовських залізниць. Розташована в однойменному місті, на півночі Литви. 

## Історія
Станція відкрита у 1871 році, в складі Лібаво-Кайшядориської залізниці (згодом об'єднана з магістральною Лібаво-Роменською залізницею Ландварово — Ромни). У 1931 році побудована лінія до станції Клайпеда через станцію Кужяй.

## Галерея

Вокзал станції Шяуляй
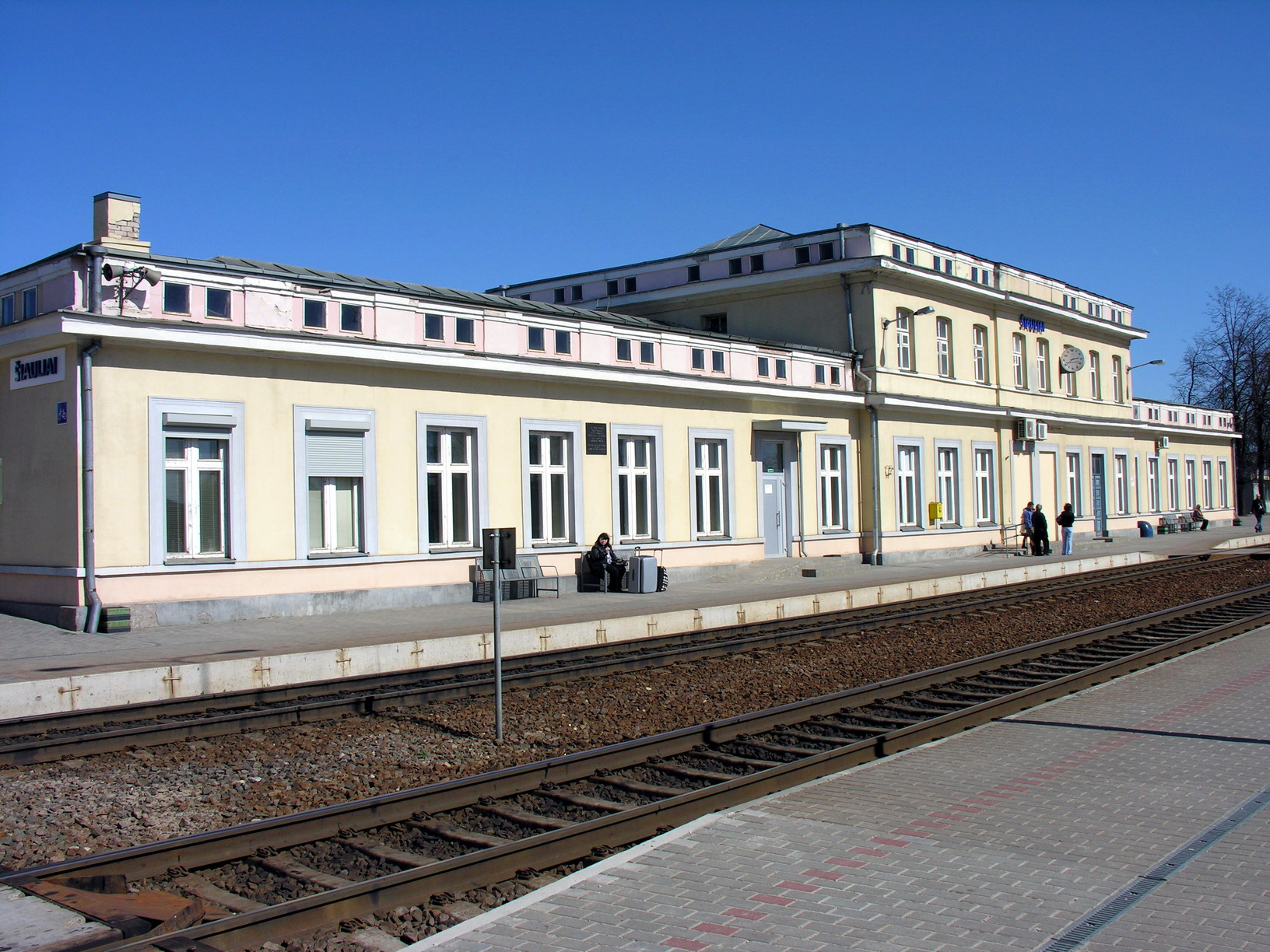
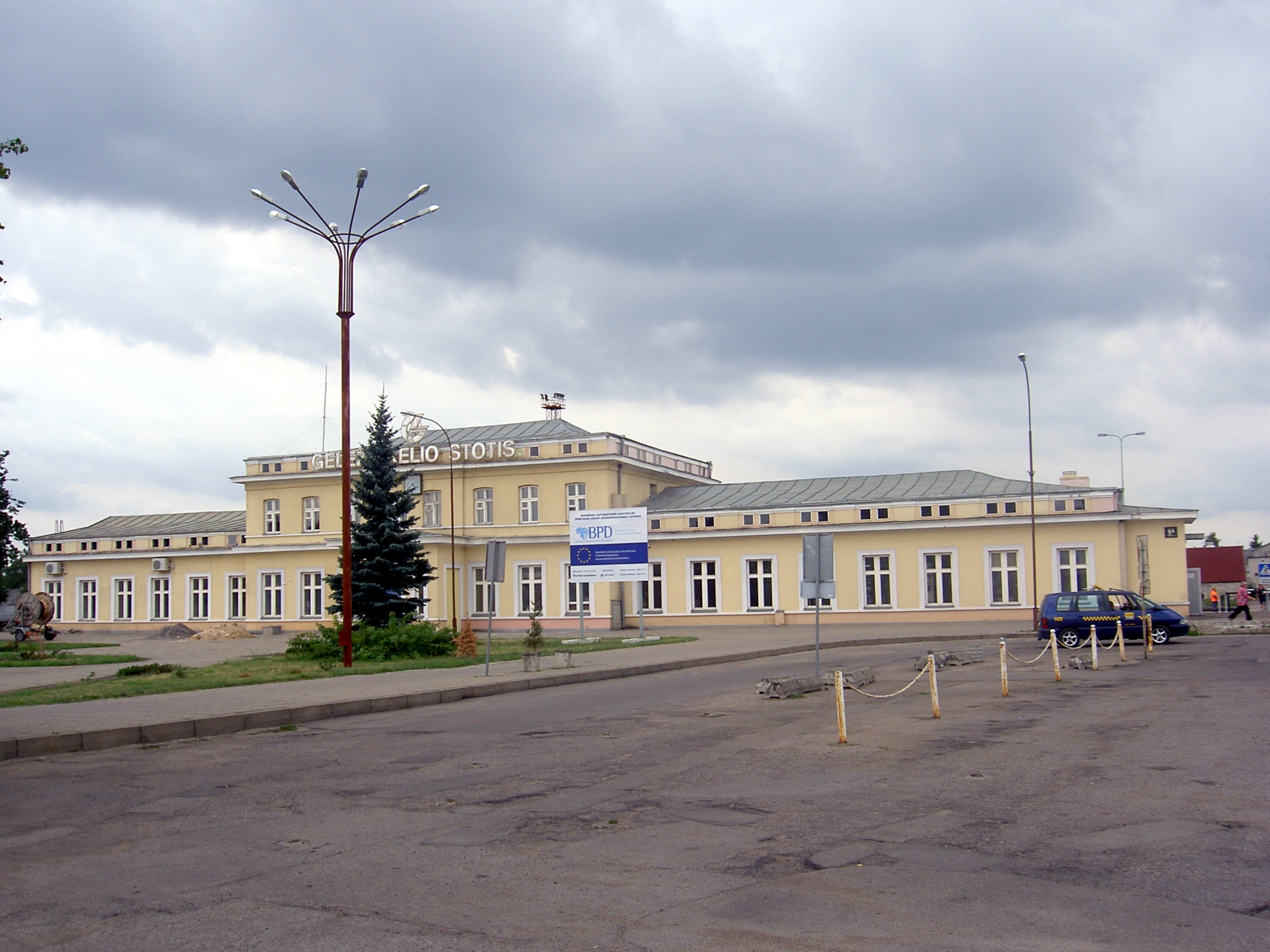
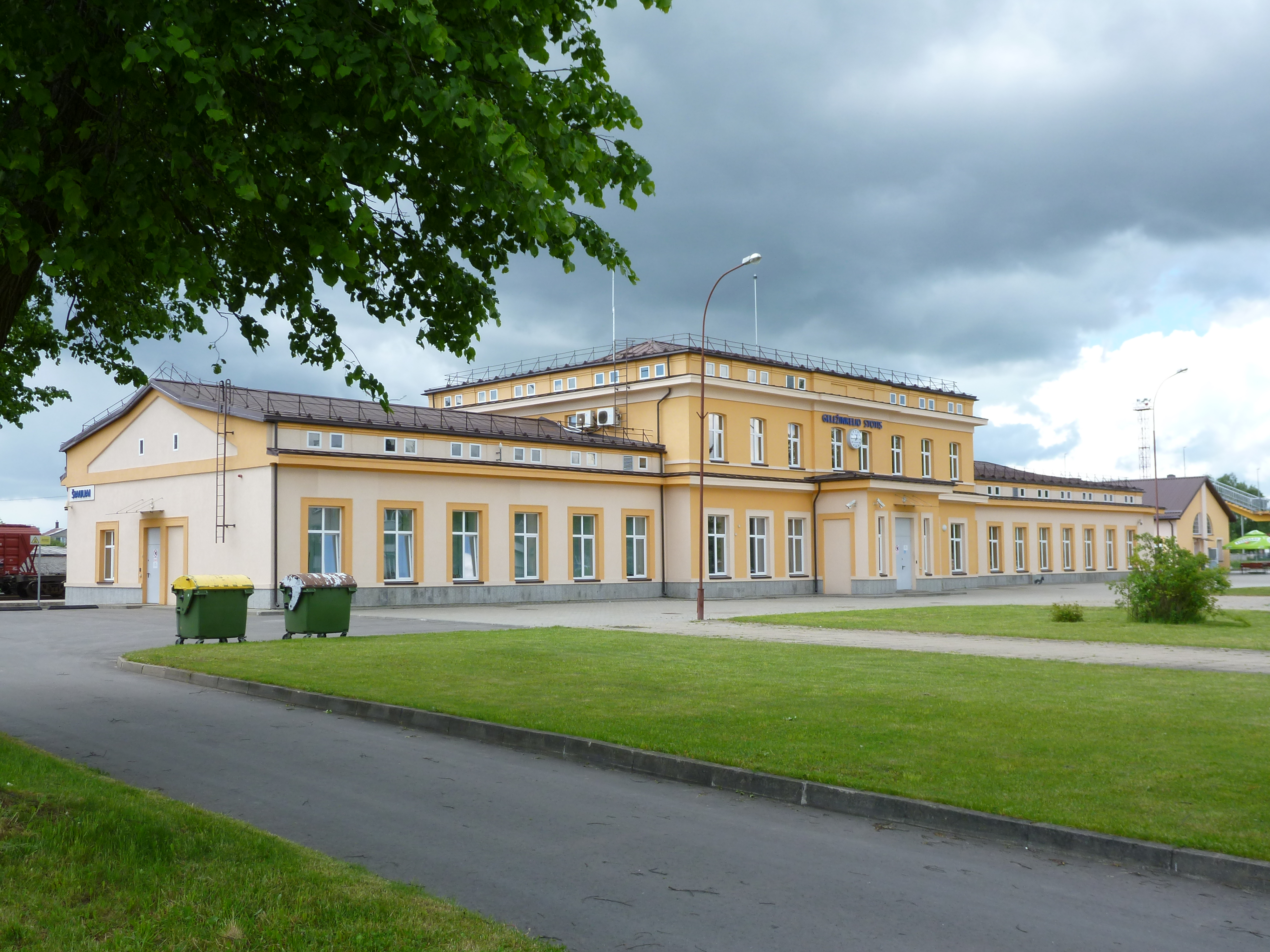
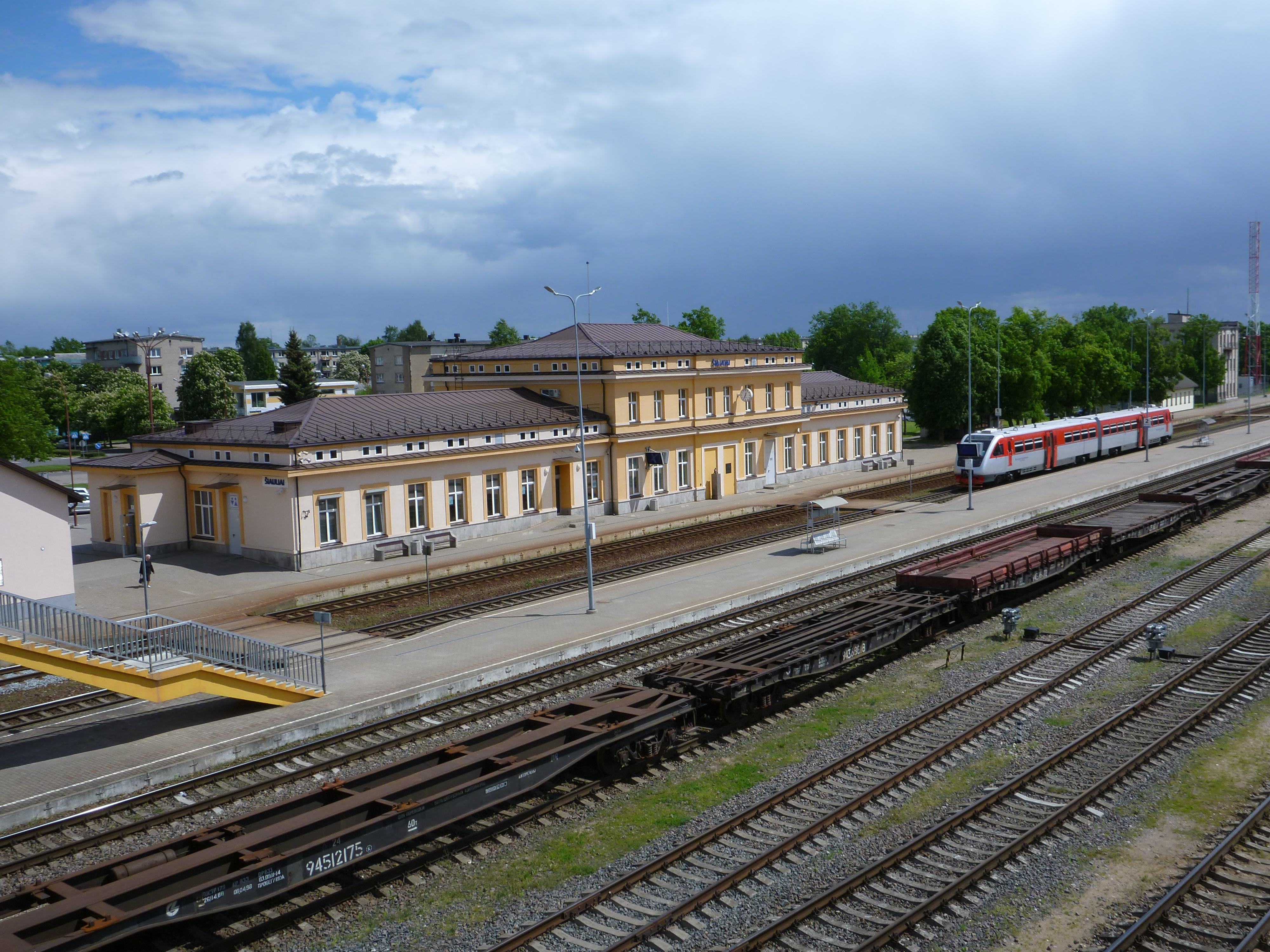